# Vasby Mose
Vastrup Mose er et fredet moseområde nordvest for Sengeløse i Høje-Tåstrup Kommune. Den ligger vest for den legeledes fredede Sengeløse Mose og udgør sammen med denne  Natura 2000-område  nr. 140 Vasby Mose og Sengeløse Mose.
Den er et flot, men svært tilgængeligt moseområde, der giver en idyllisk variation i et landskab, som ellers er præget af flade marker mod nord og Sengeløse by mod syd. Tørvegravning i mosen har skabt mulighed for et spændende planteliv, da det underliggende kalklag giver grobund for en særegen vegetation.
Vasby Mose ligger sammen med Sengeløse Mose, Porsemosen og Høholmmosen som perler på en snor og danner tilsammen Vestegnens Moser eller ”Sengeløse-ringen”.

## Landskabet
Moserne har ved istidens afslutning været søer, der over tusinder af år langsomt er groet til og siden har udviklet sig til de nuværende lavmoser. I moserne findes kalkholdige muslingeskaller, der er grundlaget for de specielle plantesamfund, kalkoverdrev og kalkkær, som findes visse steder i moserne.
Moserne ligger i et landskab med intensivt drevet landbrug og enkelte græsningsarealer med heste- og fårefolde. I Vasby Mose må der dog ikke ske græsning af heste, fordi man ønsker at beskytte den sjældne halvgræs rustskæne.
I Vasby Mose findes flere småsøer og gamle tørvegrave. Vandspejlet står højt i den nordlige del af mosen – kun ca. 10 cm under terræn. Spangå løber gennem den nordlige del og har forbindelse til Hove Å. Mod vest er mosen et mere åbent græsningsområde.

## Plantelivet
Vasby Mose er et ekstremrigkær. Det er en naturtype, der er et produkt af mange års landbrugsmæssig udnyttelse i form af afgræsning og/eller høslæt uden anvendelse af kunstgødning. Denne drift betyder, at et typisk ekstremrigkær er et lavtvoksende, lysåbent plantesamfund, der pga. det kalkrige grundvand er meget artsrigt, ofte med mange sjældne planter herunder orkidéer.
Vasby Mose er den eneste tilbageværende danske lokalitet med både rustskæne og melet kodriver. Begge arter er sårbare overfor tilgroning. Foruden i Vasby Mose findes rustskæne kun i et par jyske kalkkær. Melet kodriver vokser dels på bornholmske strandenge, dels i kalkkær. Udenfor Bornholm er den nu kun at finde på 3 sjællandske lokaliteter, hvoraf Vasby Mose er den ene.
I mosen findes også kødfarvet gøgeurt, sumphullæbe, vild hør, krognæbstar og pilealant i en vegetation, der er domineret af blåtop og tagrør. Fra dette område er tidligere kendt vibefedt, engensian og afbidt høgeskæg .
Endelig er der orkideen rederod, der er næsten uden bladgrønt og som ernærer sig som rådplante via mykorrhizasvampe, som den har et samliv med. Den fandtes – og findes sikkert stadig – flere steder i sumpskov i den vestlige del af Vasby Mose.
Hovedparten af mosen er groet til med birk og pil. Der foregår naturpleje for at friholde mindre områder lysåbent. Tidligere blev ekstremrigkærret med rustskæne og melet kodriver afgræsset, men i de seneste år det blevet plejet ved høslæt. Der sker sker også bekæmpelse af kæmpebjørneklo andre steder i mosen.

## Fredning
I Vasby Mose er ca. 29 hektar fredet af flere gange, senest i 2003.